# Дворац Артштетен
Дворац Артштетен (немачки Schloss Artstetten) је дворац у близини долине Вахау у Доњој Аустрији, у граду Артштетен-Побринг. 

## Историја
Први запис имена Артштетен био је средином 13. века. Убрзо након тога средњовековна тврђава постала је дворац који је вековима био у власништву више породица, све док га 1823. године није купио аустријски цар Франц II. 1852. надвојвода Франц Карл од Аустрије постао је власник, а затим га је 1861. дао свом трећем сину, надвојводи Карлу Лудвигу од Аустрије. 1889. године, имање је додељено надвојводи Францу Фердинанду, који је извршио обнову дворца.
Некада коришћен као летња резиденција од стране хабзбуршке династије, дворац је сада последње почивалиште надвојводе Франца Фердинанда и његове морганатске супруге Софије, војвоткиње од Хоенберга, који су убијени 1914. године. У њему се налази и музеј надвојводе Франца Фердинанда. 
Дворац је остао приватно власништво породице Хоенберг, а делови дворца отворени су за посете. Након смрти Франца, војводе од Хоенберга 1977, имање је припало његовом најстаријем детету, принцези Анити од Хоенберга. Труст Анита Хоенберг основан је 2003. године, а она и њена породица управљају имовином.

## Музеј
Надвојвода Франц Фердинанд био је „сакупљач и ловац“ - о чему сведочи безброј ствари. фотографије, документи и предмети личне употребе, као и уметнички предмети које је Франц Фердинанд сакупљао на својим многобројним путовањима представљају све различите аспекте овог многостраног карактера - политичара и официра, мужа и оца, власника имања и ловца, познаваоца уметности и колекционара, путника и космополите.

## Парк
Парк природе замка налази се на листи 56 историјских башта и паркова у савезном Закону о заштити споменика, који су класификовани као достојни највишег степена заштите.
Мало се зна о парку од пре 19. века. Тек кад га је 1823. године цар Франц купио, он је био пажљивије документован. 1861. године, по налогу надвојводе Карл Лудвига, сачињен је баштенски план редизајна пејзажа, који је и урађен. У суштини је сачуван до данашњих дана. 1889, када је Франц Фердинанд преузео имање, вртни архитекта Јиржи Молнар дизајнирао је према властитим идејама Франца Фердинанда свечани врт западно од дворца и проширио парк садњом дрвећа која и данас цветају. За парк је карактеристично и преко 1000 садница божура, као и специјалне врсте воћа које носе имена Ота фон Бизмарка (јабуке), Цар Александар (јабуке), Јованка Орлеанка (крушке), краљица Викторија (шљиве), Наполеон I Бонапарта (трешње).

## Кованица
Дворац је изабран као главни мотив колекционарске кованице евра високе вредности, аустријске кованице од 10 евра, комеморативне кованице Дворца Артштетен, кованог 13. октобра 2004. Предња страна кованице приказује дворац Артшетен који стоји изнад реке Дунав, на улазу у регион Вахау. Задња страна показује улаз у крипту породице Хоенберг. Са леве стране су два портрета, који приказују надвојводину Франца Фердинанда и његову супругу Софију.

## Црква и крипта
Првобитно је црква била одвојена грађевина, 1961. године обновљено је готичко језгро, западни крај је повезан са дворцем, а цела црква је преуређена у барокном стилу. Последња свеобухватна рестаурација извршена је 1987. године.
Непосредни разлог за изградњу породичне крипте био је мртворођење четвртог детета у јесен 1908. које је привремено смештено у предворје дворске цркве. 1909. надвојвода Франц Фердинанд наредио је изградњу породичне крипте испод предњег дела дворске цркве. Након трагедије у Сарајеву 1914. године, 1917. године постављене су две нове монументалне гробнице од мермера, а крипта испод црквеног торња и јужне терасе дворца били су знатно повећани.
Значајни гробови у крипти дворца укључују:
- Аустријски надвојвода Франц Фердинанд (1863 - 1914), наследник аустро-угарског престола, и његова супруга Софија, војвоткиња од Хоенберга (1868 - 1914), које је 28. јуна 1914. у Сарајеву убио Гаврило Принцип.
- Мртворођени трећи син Франца Фердинанда и Софије (1908)
- Принц Ернст од Хоенберга (1904 - 1954), други син Франца Фердинанда и Софије
- Марие-Тересе Вуд (1910 - 1985), Ернстова супруга
- Максимилијан, 1. војвода од Хоенберга (1902 - 1962), најстарији син Франца Фердинанда и Софије
- Грофица Марија вон Валдбург, Максимилијанова супруга
- Франц, 2. војвода од Хоенберга (1927 - 1977), најстарији Максимилијанов син
- Принцеза Елисабет, војвоткиња од Хоенберга (1922 - 2011), супруга Франца и члан велике војводске породице од Луксембурга